# Speyeria halcyone
Speyeria halcyone är en fjärilsart som beskrevs av Edwards 1868. Speyeria halcyone ingår i släktet Speyeria och familjen praktfjärilar. Inga underarter finns listade i Catalogue of Life.